# Geschiedenis van Vlissingen

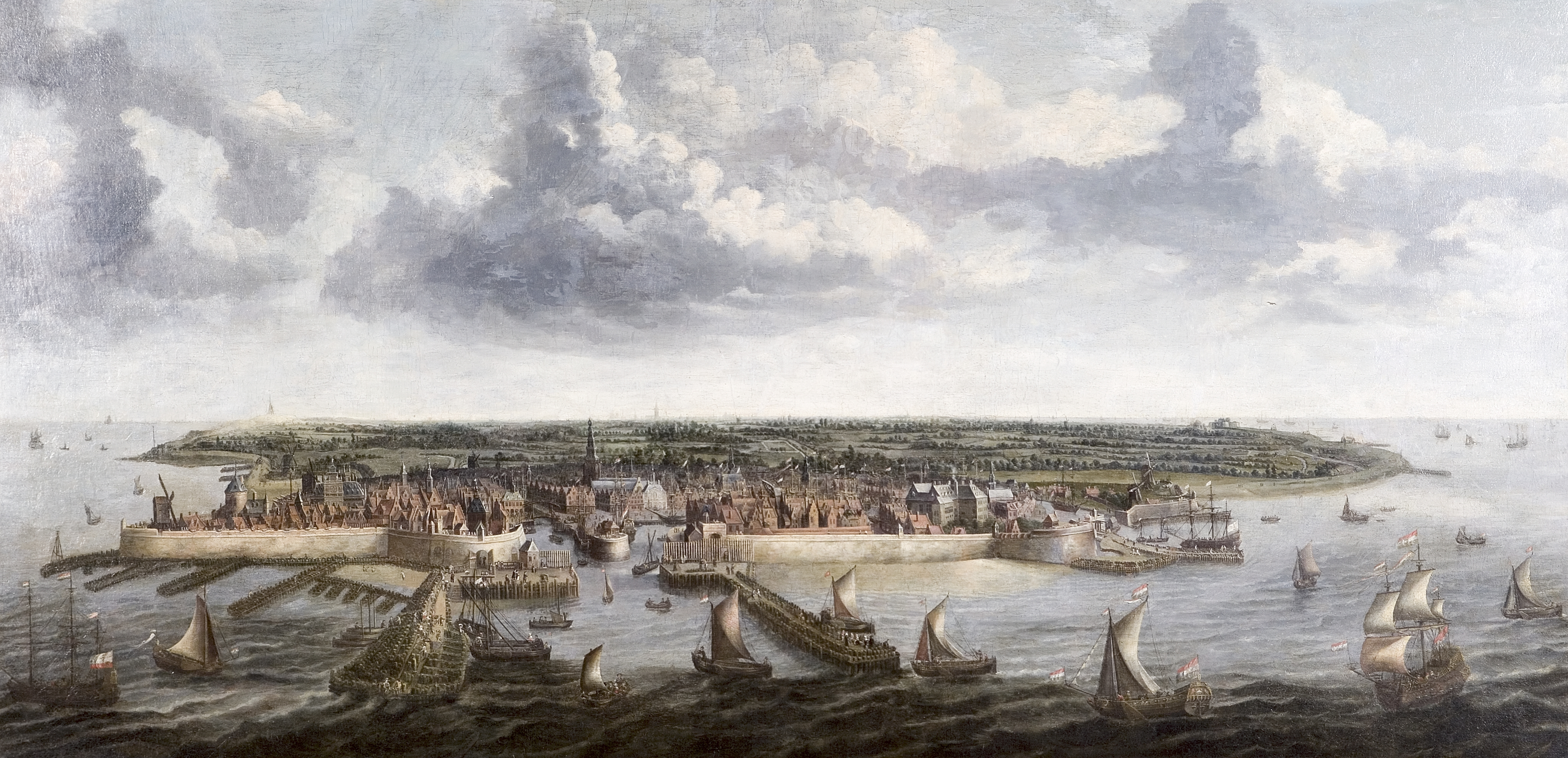
Vlissingen vanuit zee door Petrus Segaers, 1669

## Middeleeuwen
De eerste vermelding van Vlissingen stamt uit 1235. Het dorp Oud-Vlissingen was toen niet meer dan een gehucht dat ongeveer lag waar nu de hoek van de Badhuisstraat en de Koudekerkseweg is. Het gehucht speelde een rol als veerplaats voor reizigers tussen Middelburg en Vlaanderen. Er stonden een gasthuis, de Sint-Petruskerk en een kasteel. De heren Van Koudekerke waren eigenaren van het ambacht waarin het dorp lag.
Floris V speelde een rol in het ontstaan van Nieuw-Vlissingen, ten zuiden van Oud-Vlissingen. Het was zijn wens om in het zuiden van Walcheren havens aan te leggen. Hij wist het eigendom van het gebied in handen te krijgen doordat Wisse Gillisz. van Koudekerke in financiële problemen kwam en zijn ambacht Vlissingen aan hem moest verkopen. Na afloop van de oorlog tussen Holland en Vlaanderen in 1304 kreeg graaf Willem III ook de rest van het gebied in handen én het kasteel.
De echte stadsontwikkeling gebeurde pas Floris' overlijden in 1296 onder Willem III met het graven van de Voorhaven, de Koopmanshaven (het huidige Bellamypark) en de Achterhaven (de huidige Spuistraat). Rondom die havens ontstond het huidige Vlissingen en in 1315 kreeg de plaats beperkte stadsrechten. In deze periode tijd is ook de Grote of Sint-Jacobskerk gebouwd en de stad maakte een eerste bloeiperiode door. Er werd handel gevoerd met Frankrijk, Engeland en de Oostzeelanden.
Halverwege de 15e eeuw was er behoefte aan havenuitbreiding in Vlissingen en is de haven gegraven die nu bekendstaat als de Vissershaven. Filips de Goede verpandde - om geld te verkrijgen voor de onderdrukking van de Gentse Opstand - in 1453 voor 17 jaar Vlissingen, Westkapelle en Domburg aan Hendrik van Borssele, heer van Veere, voor 12000 gouden schilden. Hierdoor sloot deze, met Veere erbij, Middelburg van drie zijden af van de zee en controleerde de rede van Walcheren en de havens van Middelburg en Arnemuiden. Van het terugkopen van de steden kwam het echter nooit meer. In 1477 werden de stadsrechten uitgebreid. Door de toenemende welvaart ontstond een concurrentiepositie met Sluis en, mede door de Hoekse en Kabeljauwse twisten staken de Sluizenaren in 1485 de Westerschelde over en plunderden Vlissingen. Hierbij werd de schout "Wouter van Domburg" in het gebedsruimte van de Grote kerk gruwelijk om het leven gebracht. Dit was voor Philips van Bourgondië, die Heer van Vlissingen was, aanleiding de stad in 1489 te versterken met de eerste omwalling. Het patroon is nog herkenbaar aan de Walstraat en aan zeezijde resteert de Gevangentoren nog uit deze tijd.

## Spaanse overheersing
Rond 1500 werd de situatie in Europa steeds minder stabiel. Verschuivingen hadden plaats op het gebied van godsdienst waarbij wederdopers en lutheranen zich tegen de heersende godsdienst keerden. Keizer Karel V trad genadeloos op tegen de ketterse praktijken en ook Vlissingen kreeg met Spaanse overheersing te maken. Onder de Spanjaarden werden er nieuwe verdedigingswerken in en rond de stad gebouwd. De Italiaanse vestingbouwkundige in Spaanse dienst Donato de Boni di Pellizuoli maakte het ontwerp voor het Keizersbolwerk dat tussen 1548 en 1552 is gebouwd. In 1556 vertrokken van hieruit Karel V en zijn zuster Maria van Hongarije naar Spanje. Omstreeks 1568 startte het bewind ten westen van de stad de bouw van een dwangburcht die niet alleen de mogelijkheid bood de Westerschelde te verdedigen maar er tevens voor bedoeld was de Vlissingse bevolking in toom te houden. Uit onvrede over de bouw van deze citadel, inkwartiering van meer Spaanse soldaten en nieuwe belastingmaatregelen nam de Vlissingse bevolking op 6 april 1572 het heft in eigen hand en werden de Spaansgezinde troepen de stad uitgejaagd. De citadel werd daarmee hoogstwaarschijnlijk nooit voltooid en vrij kort daarna gedeeltelijk ontmanteld. De opstand in Vlissingen geschiedde niet zoals bij de inname van Den Briel met hulp van de geuzen maar op eigen kracht. Een jaar later werd een poging door een Spaanse vloot om Vlissingen te heroveren, vanuit de stad met kanonvuur afgeslagen, waarna op zee de Slag bij Vlissingen plaatsvond.

## Economische groei
Het vertrek van de Spanjaarden luidde een periode van economische groei in. Antwerpen werd beschouwd als vijandelijk gebied en daardoor werd Vlissingen belangrijker als havenstad. De niet voltooide citadel werd afgebroken en de stad werd planmatig uitgebreid volgens een rechthoekig stratenpatroon (Palingstraat e.o.). Willem van Oranje bouwde er het Prinsenhuis dat is afgebrand in 1749. In 1585 werden Vlissingen en Fort Rammekens, dat de haven van Middelburg - destijds de grootste handelsstad van de Noordelijke Nederlanden - beschermde, Engels bezit: koningin Elizabeth kreeg ze samen met Brielle in onderpand, in ruil voor 5000 soldaten die de Nederlanden kwamen helpen in de strijd tegen Spanje. In 1616 kwamen deze gebieden terug bij Nederland. In 1594 werd op de Grote Markt een nieuw stadhuis gebouwd; een iets kleinere uitvoering van het stadhuis van Antwerpen. Het beursgebouw dateert van 1635. In het begin van de 17e eeuw werd de stad op last van prins Maurits voorzien van een nieuw vestingstelsel bestaande uit acht bastions die rond de stad lagen. Binnen de nieuwe omwalling werd de Dok- of Oosterhaven gegraven waar al gauw timmerwerven en touwslagerijen ontstonden.
De 17e eeuw betekende in economisch opzicht ook voor Vlissingen een Gouden Eeuw. De handel floreerde mede door de oprichting van de VOC en de WIC. Ook bleef, als altijd, de kaapvaart een lucratieve bezigheid. De in Vlissingen gevestigde scheepswerf van de Admiraliteit van Zeeland voorzag de handelsvloot van schepen.

## Franse tijd
Bij de ondertekening van het Verdrag van Den Haag in 1795 werd besloten dat Frankrijk een garnizoen militairen in Vlissingen mocht stationeren. De havens mochten aanvankelijk door zowel Frankrijk als Nederland worden gebruikt. In 1809 landden tijdens de napoleontische oorlogen Britse troepen op Walcheren en werd Vlissingen belegerd (zie Walcherenexpeditie). Op 10 augustus begonnen de belegeringstroepen lichte beschietingen. Twee dagen later volgden zware beschietingen. Hierbij werden 1100 kanonnen ingezet. Veel gebouwen raakten vernield. Het bekendste hiervan is het stadhuis op de Grote Markt.
De beschieting van de stad door de Engelsen had tot gevolg dat Vlissingen op last van Napoleon werd uitgebreid tot vestingstad. Vlissingen werd aan landzijde voorzien van een gracht en rondom de stad verscheen een linie van forten. Ook aan zeezijde werden verdedigingswerken gebouwd. Hiervan resten nog onder andere de Westbeer, de Oostbeer en het Keizersbolwerk. Toen de Fransen in 1814 weer vertrokken, was Vlissingen veranderd in een 'dode stad'.
Behalve door oorlogshandelingen werd de stad in de Franse tijd ook zwaar getroffen door de watersnood van 1808.

## Economie
Na de Franse overheersing kreeg de werkgelegenheid in Vlissingen een impuls door de terugkeer van het Loodswezen en de rol die de stad (weer) in de scheepsbouw zou gaan spelen. In 1814 vestigde de Koninklijke Marine hier het Marine Etablissement Vlissingen, een scheepswerf voor de nieuwbouw, reparatie en uitrusting van marineschepen. Met de komst van de marinewerf begon een periode van economische bloei voor Vlissingen waar een einde aan kwam toen de werf in 1868 werd gesloten.
In 1867 verloor Vlissingen zijn status als vestingstad en kon de stad, die overbevolkt dreigde te raken, eindelijk uitbreiden. De vestingwerken werden geslecht en tussen 1870 en 1873 werden de spoorlijn Roosendaal-Vlissingen, het Kanaal door Walcheren, de Buitenhaven en een schutsluizencomplex aangelegd. Deze nieuwe infrastructuur leverde Vlissingen twee grote nieuwe werkgevers op: de scheepswerf en machinefabriek Koninklijke Maatschappij De Schelde (KMS), die zich vestigde op het terrein van de voormalige marinewerf, en de Stoomvaart Maatschappij Zeeland (SMZ), die een veerdienst op Engeland opende. Dit KMS zou jarenlang de voornaamste werkgever in Vlissingen blijven; de SMZ verplaatste de Nederlandse afvaarthaven in 1946 naar Hoek van Holland.
Aan het einde van de 19e eeuw werd een voorzichtig begin gemaakt met het toerisme in Vlissingen. Aanvankelijk met de bouw van een bescheiden badpaviljoen maar in 1886 met de bouw van het Grand Hôtel des Bains op de boulevard (het latere Hotel Britannia). Na de bouw van dit prestigieuze hotel volgde gestaag de overige bebouwing van wat de boulevard zou worden.
In de jaren 30 van de 20e eeuw wilde burgemeester C.A. van Woelderen de economie van de stad vergroten op basis van de drie pijlers toerisme, haven en industrie. Om het toerisme te stimuleren was er in de jaren twintig reeds een vliegveld aangelegd in het noorden van Vlissingen. De havens van de stad werden vergroot en Vlissingen werd als badplaats gepromoot. Hiervoor werd een badstrand en een wandelpier opgericht.
In de Tweede Wereldoorlog is de pier op last van de Duitse bezetters alweer afgebroken, om een landing van de geallieerden te voorkomen. In oktober 1944 kwam Vlissingen onder water te staan door de Inundatie van Walcheren. In dit plan van de geallieerden bombardeerden zij verschillende dijken en liep het grootste deel van Walcheren onder water. De Duitse stellingen verzwakten en de geallieerden kregen beter toegang tot de Schelde en de haven van Antwerpen.
In de loop der jaren is scheepswerf De Schelde steeds verder gegroeid en zodoende is een deel van de historische binnenstad van Vlissingen gesloopt ten gunste van grote fabriekshallen. Toen De Schelde na 120 jaar de binnenstad verliet en zich in het nieuwe havengebied Vlissingen-Oost vestigde, bleef een groot gat middenin de stad over. Dit gebied is door de gemeente opgekocht om daar nieuwbouwwijk het Scheldekwartier te bouwen.

## Wapen en vlag van Vlissingen
In het staatsblad van 8 januari 1815 verscheen een oproep aan alle gemeenten om een tekening van het bestaande of gewenste wapen aan de Hoge Raad van Adel te sturen, om daarop de Koninklijke goedkeuring en de nodige registratie te verkrijgen. Ook Vlissingen voldeed aan die oproep.
De Hoge Raad van Adel bevestigde bij besluit van 31 juli 1817 het wapen van Vlissingen "zijnde van keel (=rood), beladen met een Jacoba's kruikje van zilver, gekroond, geketend en gesierd van goud. Het schild gedekt met een kroon, mede van goud".
De vlag is pas formeel door de gemeenteraad van Vlissingen bevestigd en vastgesteld bij besluit van 31 augustus 1973. De beschrijving luidt: 'Rood met op het midden een wit jakobakannetje, geel geketend en gesierd en erboven een gele kroon van drie bladeren en twee parels, een en ander ter hoogte van vier vijfde van de vlaghoogte'. Ook hierbij is het niet duidelijk wanneer men gekozen heeft voor deze vlag. Op schilderijen uit de 17e eeuw is een dergelijke vlag al regelmatig te zien.

## Oude kaarten & prenten

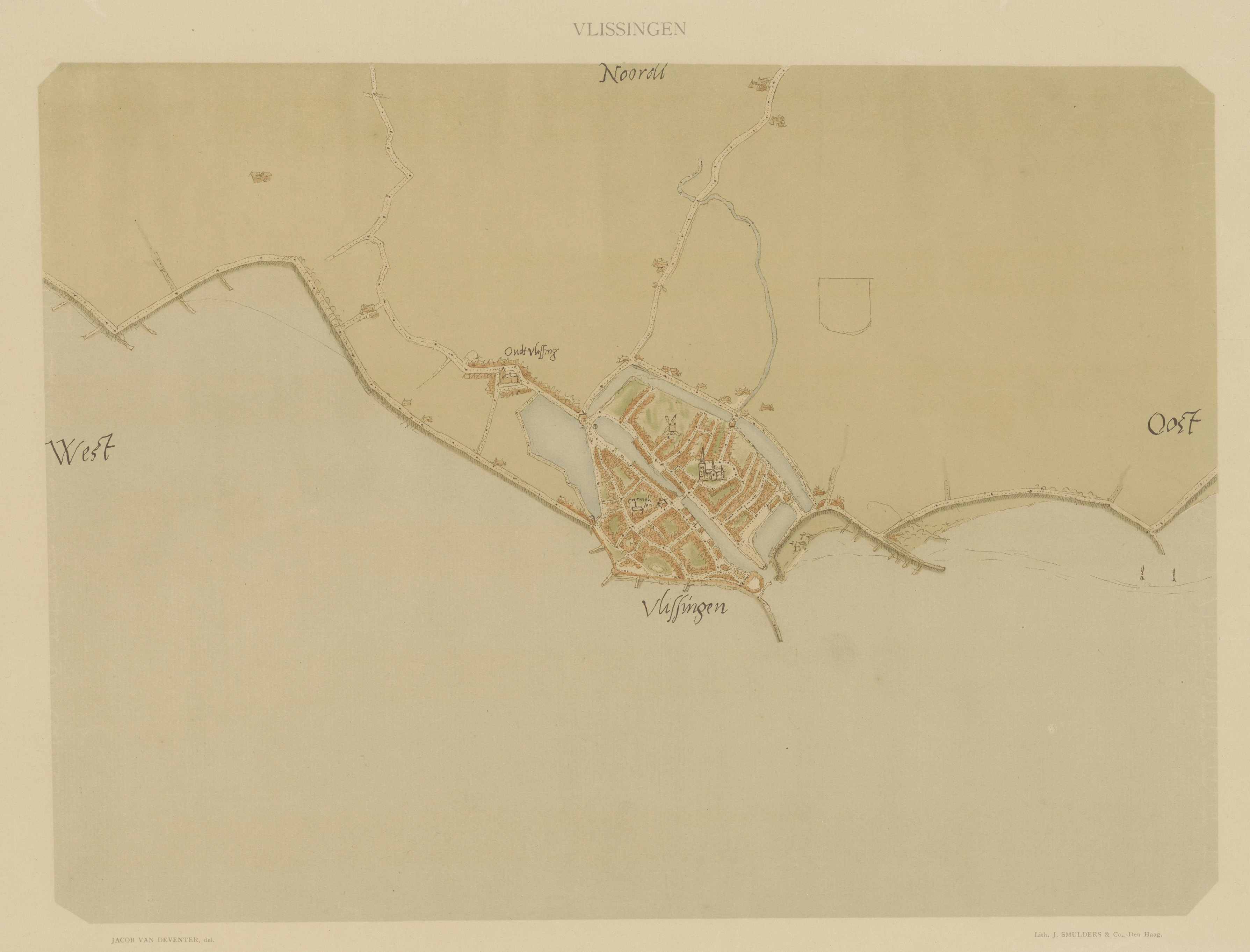
Vlissingen in 1550: links boven de stad ligt Oud-Vlissingen
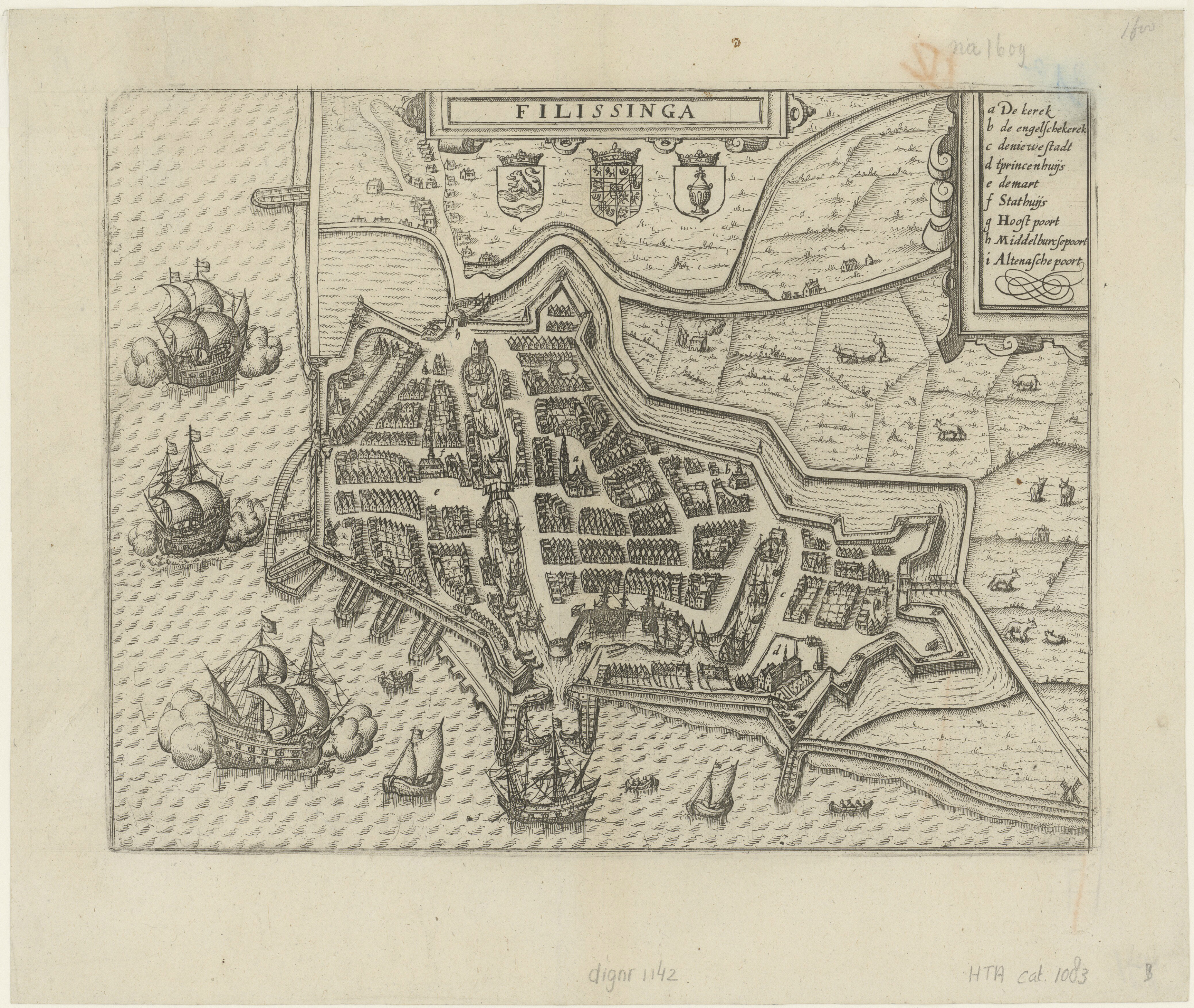
Vlissingen 1616
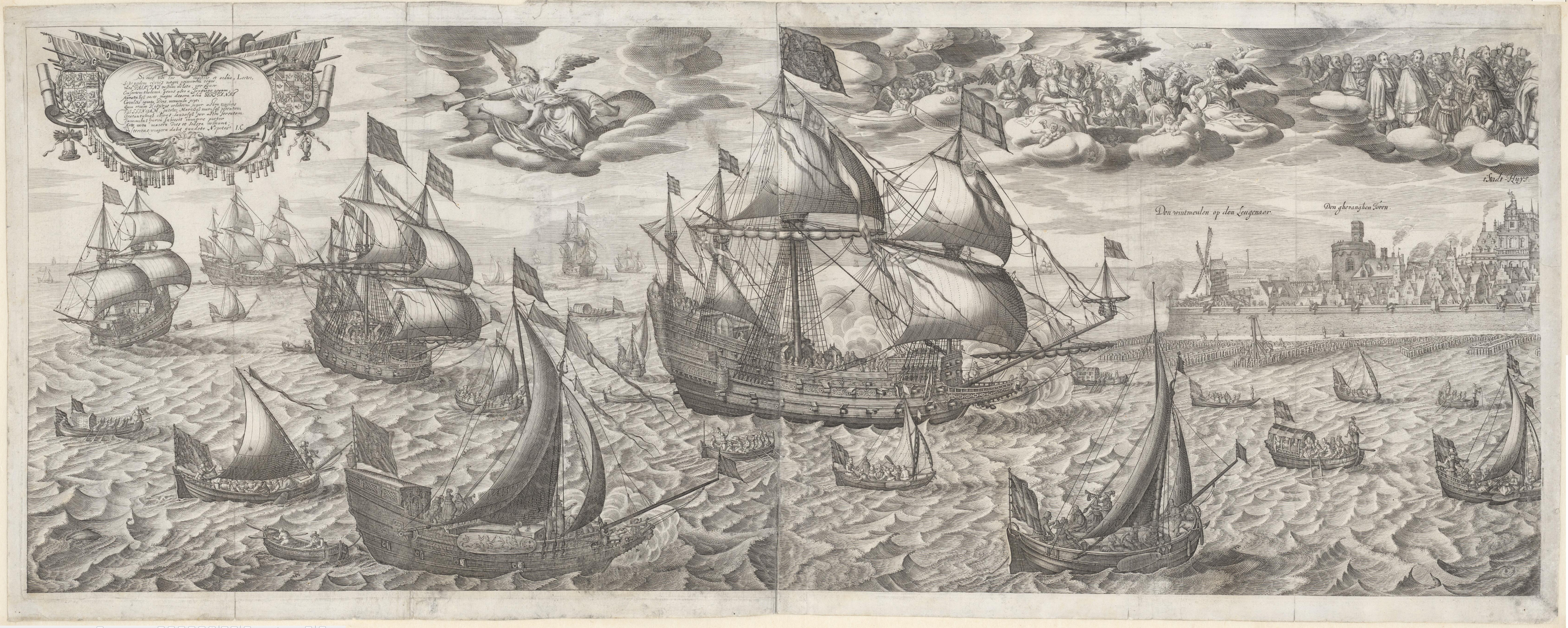
Vlissings panorama linkerdeel 1613
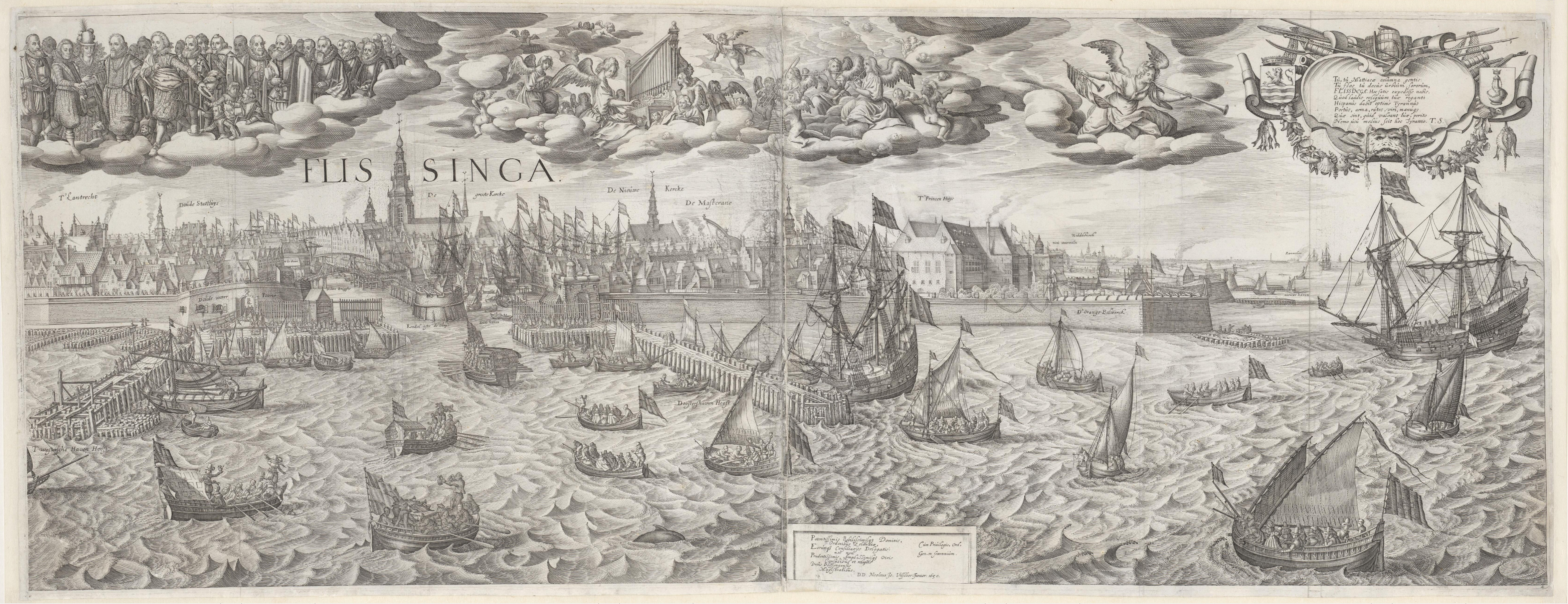
Vlissings panorama rechterdeel 1613
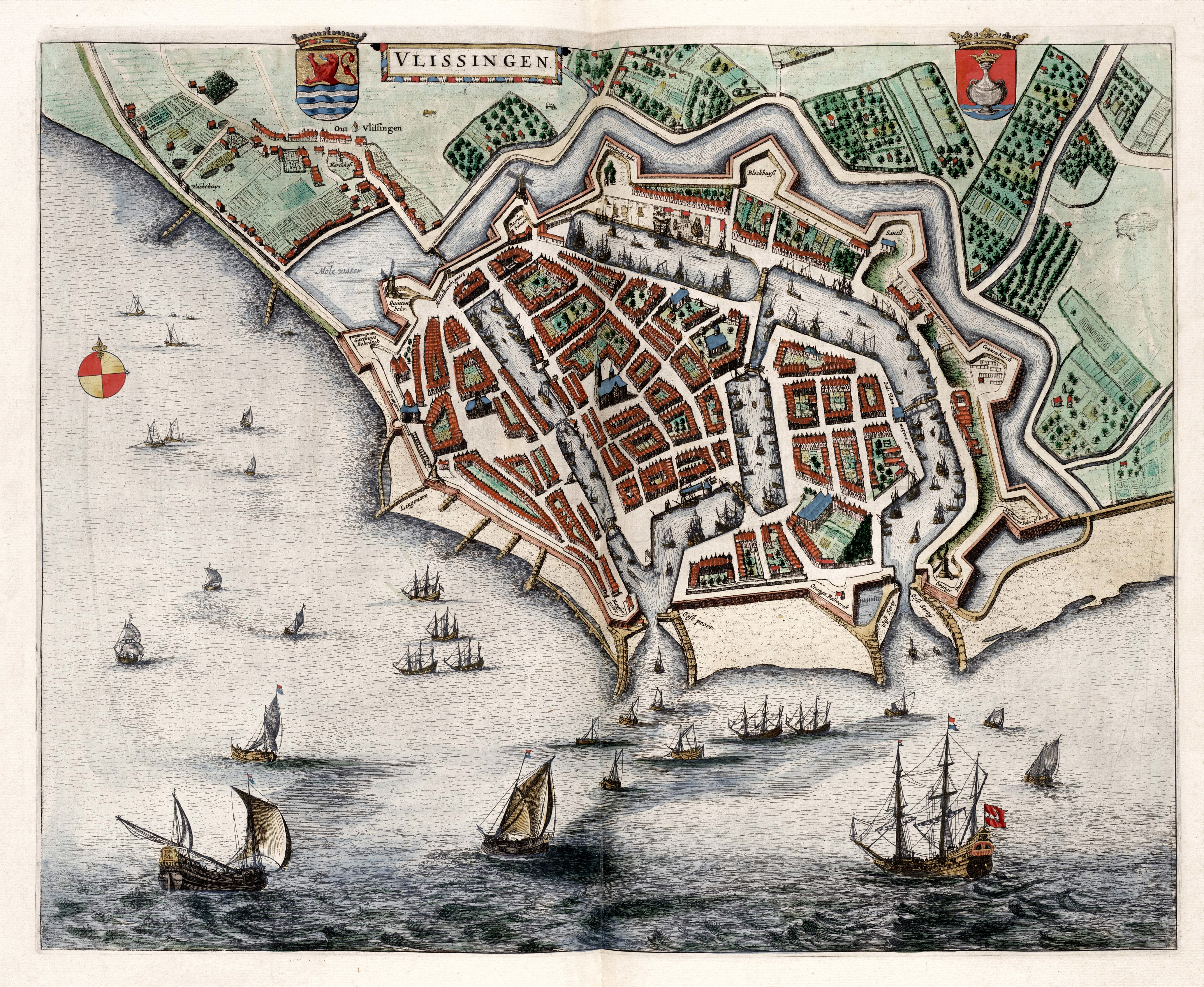
Vlissingen 1649
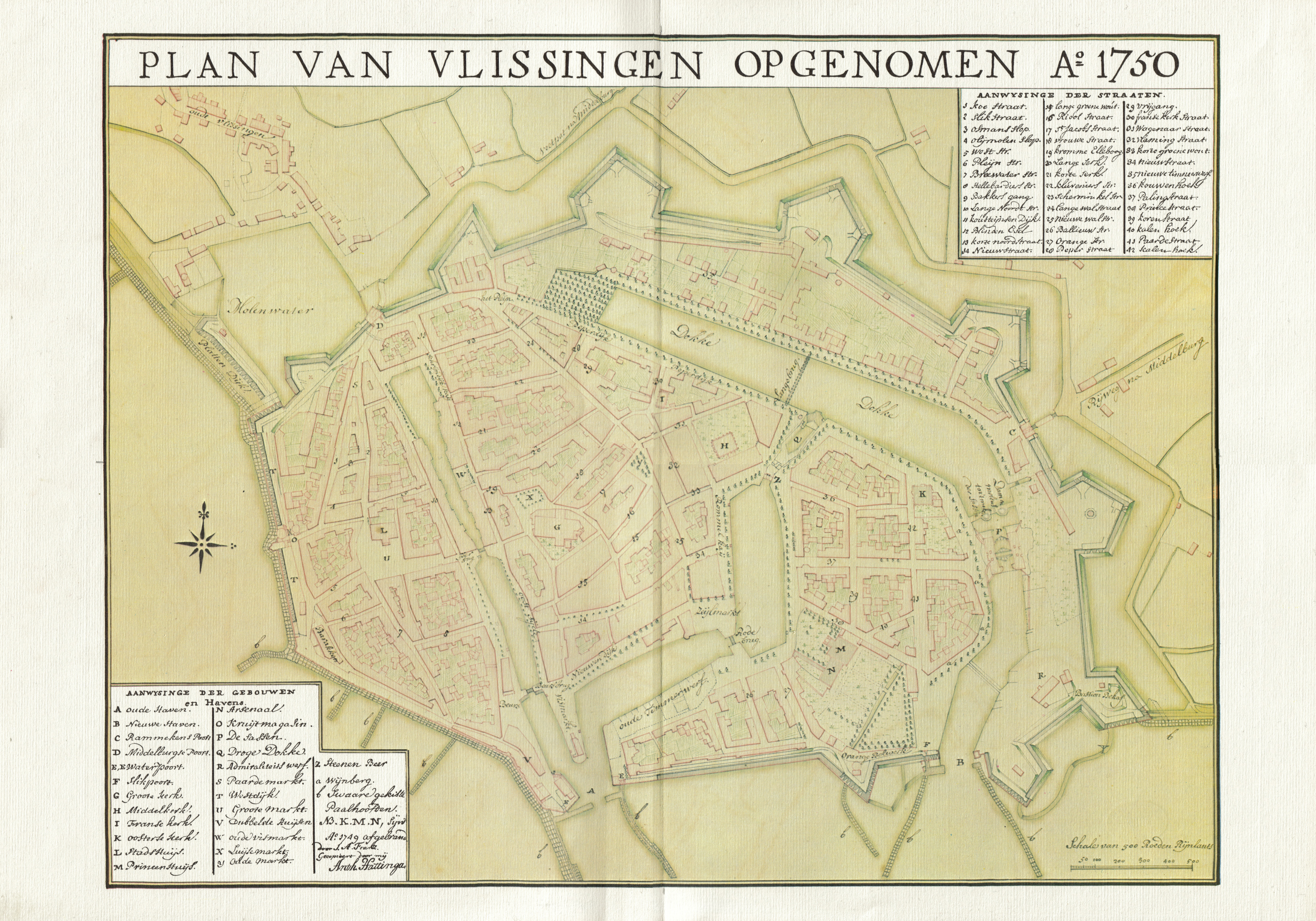
Vlissingen 1750
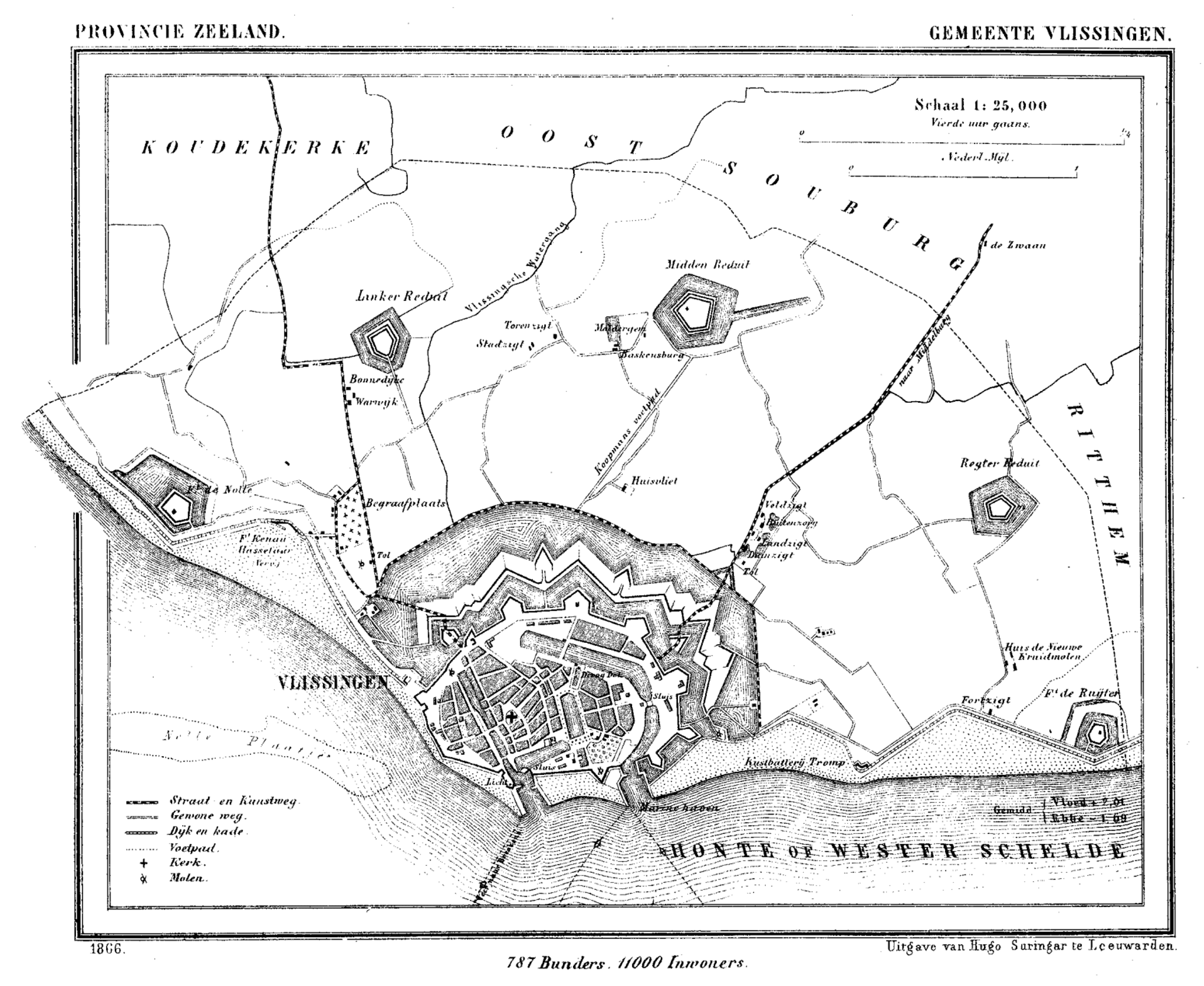
Vlissingen 1866